# Cardiocondyla minutior
Cardiocondyla minutior es una especie de hormiga del género Cardiocondyla, tribu Crematogastrini, familia Formicidae. Fue descrita científicamente por Forel en 1899.
Se distribuye por Madagascar, Mayotte, Seychelles, Barbados, Brasil, Costa Rica, República Dominicana, Ecuador, islas Galápagos, Granada, Guatemala, Guyana, Haití, Honduras, Jamaica, México, Nicaragua, Puerto Rico, Estados Unidos, India, Indonesia, Japón, Nepal, Omán, Sri Lanka, Vietnam, Yemén,      Australia, Fiyi, Polinesia Francesa, Guam, Hawái, Islas Marshall, Micronesia, Nueva Zelanda, Islas Marianas del Norte y Palaos. Se ha encontrado a elevaciones de hasta 2480 metros. Habita en bosques espinosos y húmedos.